# Saturation (álbum de Brockhampton)
Saturation (estilizado como SATURATION) é o primeiro álbum de estúdio da boy band norte-americana Brockhampton, lançado em 9 de Junho de 2017. O álbum tem a participação dos membros Kevin Abstract, Ameer Vann, Merlyn Wood, Dom McLennon, Matt Champion e Russell "JOBA" Boring. O membro "bearface" também contribui, tendo uma participação na última faixa. A produção ficou nas mãos de Romil Hemnani e da duo Q3-a — Jabari Manwa e Kiko Merley.

## Recepção crítica
| Críticas profissionais | Críticas profissionais |
| Avaliações da crítica  | Avaliações da crítica  |
| Fonte                  | Avaliação              |
| ---------------------- | ---------------------- |
| HotNewHipHop           | [ 4 ]                  |
| RadioUTD               | [ 5 ]                  |
| Pitchfork              | 6.5/10                 |

Saturation foi bem recebido pela crítica em seu lançamento. Brent Bradley, da DJBooth, elogiou a química do grupo, deixando claro que "Com Saturation, Brockhampton deixou claro que eles vieram para ficar, o próximo exemplo em uma lista curta de grupos que conseguiram expressar completamente todo o seu potencial". Roman Soriano, da RadioUTD, se referiu aos membros do grupo como "muito talentosos", completando com "é incrível pensar que esse álbum foi feito em três semanas e meia, dado a complexidade do projeto", elogiando as "letras poderosas, ótima narrativa, e... um som diverso mas coeso". Em uma crítica menos positiva, Matthew Strauss, da Pitchfork, chamou o álbum de uma "divisão entre parecer legal sem se esforçar e de trivialidade vazia", elogiando o estilo e a confiança do grupo, mas criticando os momentos menos agressivos do álbum, os chamando de "viçosos", indicando esses momentos como "a fraqueza lírica do grupo".

## Lista de faixas
Créditos adaptados das notas oficiais.
| N.º            | Título         | Produtor(es)                  | Duração |  |
| 1.             | "Heat"         | Romil Hemnani                 | 4:32    |  |
| 2.             | "Gold"         | Q3 (Jabari Manwa Kiko Merley) | 4:26    |  |
| 3.             | "Star"         | Manwa                         | 2:41    |  |
| 4.             | "Boys"         | Manwa Hemnani [a]             | 4:38    |  |
| 5.             | "2Pac"         | Kiko Merley                   | 1:02    |  |
| 6.             | "Skit 1"       | Hemnani                       | 0:19    |  |
| 7.             | "Fake"         | Q3                            | 4:36    |  |
| 8.             | "Bank"         | Manwa Hemnani [a]             | 3:16    |  |
| 9.             | "Skit 2"       | Hemnani                       | 0:16    |  |
| 10.            | "Trip"         | Hemnani Kiko Merley [a]       | 3:23    |  |
| 11.            | "Swim"         | Hemnani Q3 [a]                | 3:33    |  |
| 12.            | "Bump"         | Hemnani                       | 2:38    |  |
| 13.            | "Cash"         | Hemnani Manwa [a]             | 3:15    |  |
| 14.            | "Skit 3"       | Hemnani                       | 0:39    |  |
| 15.            | "Milk"         | Hemnani Q3 [a]                | 4:55    |  |
| 16.            | "Face"         | Kiko Merley                   | 4:19    |  |
| 17.            | "Waste"        | bearface Rome Gomez [a]       | 2:34    |  |
| Duração total: | Duração total: | Duração total:                | 50:58   |  |

Notas
- ↑[a]  significa produtor adicional.
- Todas as faixas são estilizadas em letras maiúsculas. Por exemplo, "Heat" é estilizado como "HEAT"

## Integrantes

### Brockhampton
- Kevin Abstract – vocais (faixas 2-5, 7, 8, 10-13, 15), produtor executivo, direção criativa
- Ameer Vann – vocais (faixas 1–5, 7, 8, 10, 12, 13, 15, 16)
- Merlyn Wood – vocais (faixas 1, 2, 4, 7, 11-13, 15)
- Dom McLennon – vocais (faixas 1–4, 7, 8, 10-13, 15, 16)
- Matt Champion – vocais (faixas 1, 2, 4, 12, 15, 16)
- Russell "JOBA" Boring – vocais (faixas 1, 2, 4, 10, 11, 13, 16), programação de bateria adicional (faixa 12), vocais adicionais (faixas 7, 12), teclas adicionais (faixa 16), produtor co-executivo, mixagem, masterização
- bearface – vocais (faixa 17), produção (faixa 17)
- Romil Hemnani – produção (faixas 1, 6, 9–15), produtor adicional (faixas 4, 8), programação de bateria adicional (faixa 2), produtor co-executivo, engenheiro de gravação
- Q3 – produção (faixas 2, 7), produtor adicional (faixas 11, 15)
  - Jabari Manwa – produção (faixas 3, 4, 8), produtor adicional (faixa 13), sintetizador adicional (faixa 1), vocais (faixas 6, 9, 14)
  - Kiko Merley – produção (faixas 5, 16), produtor adicional (faixa 10)
- Henock Sileshi – direção criativa, design gráfico
- Ashlan Grey – fotografia
- Robert Ontenient – webmaster, vocais (faixas 6, 9, 14)
- Anish Ochani – gerenciamento
- Jon Nunes – gerenciamento

### Integrantes adicionais
- Rome Gomez – produtor adicional (faixa 17), vocais adicionais (faixa 17)
- Nick Lenzini – assistente criativo
- Kevin Doan – assistente criativo
- Chris Clancy – gerenciamento
- Kelly Clancy – gerenciamento
- Brian Washington – gerenciamento
- Craig Marshall – aconselhamento legal
- Orienteer – publicidade

## Charts
| Chart (2017)                          | Pico |
| ------------------------------------- | ---- |
| New Zealand Heatseekers Albums (RMNZ) | 8    |